# Phyllodoce breweri
Phyllodoce breweri là một loài thực vật có hoa trong họ Thạch nam. Loài này được (A. Gray) A. Heller miêu tả khoa học đầu tiên năm 1900.

## Hình ảnh

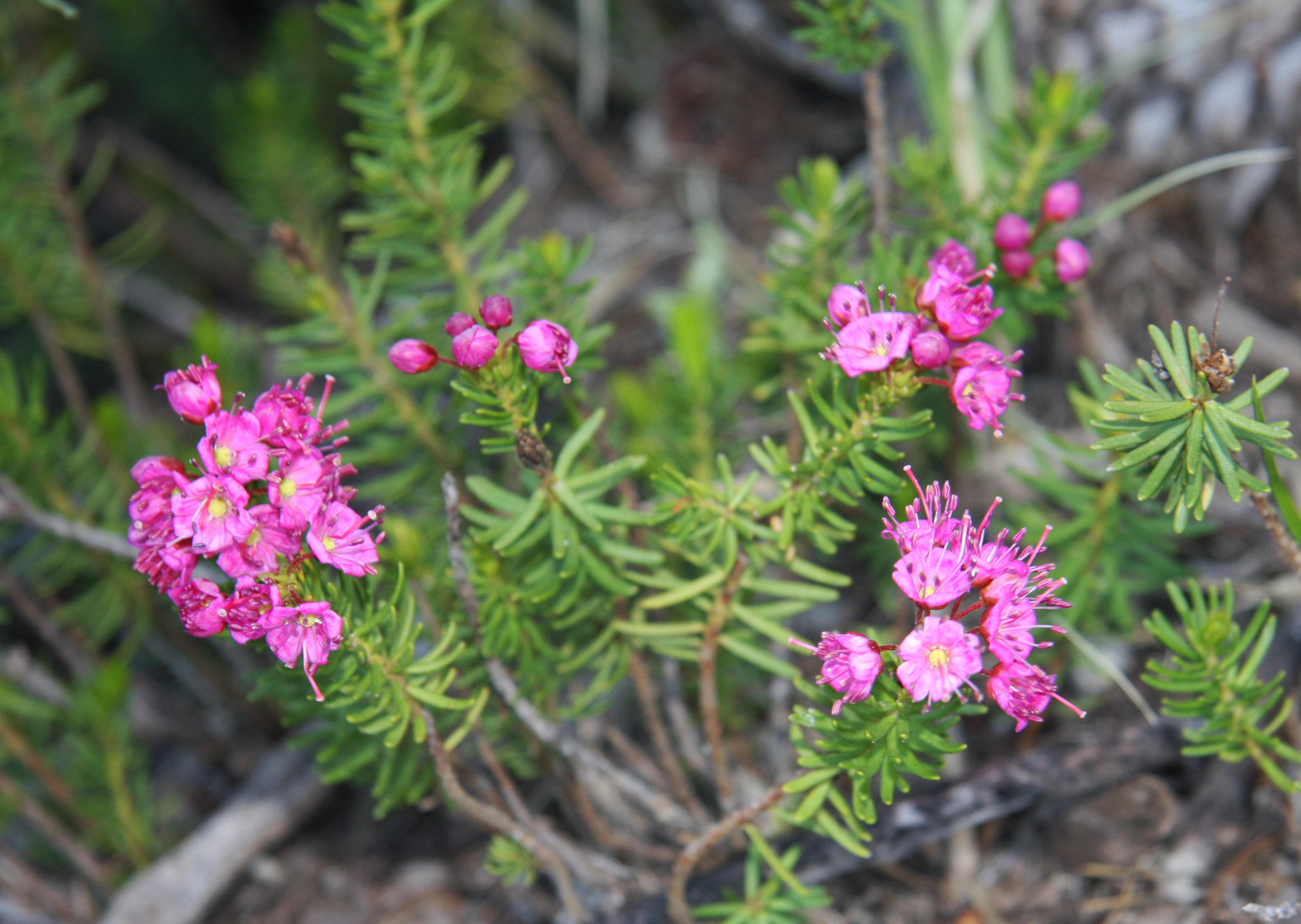
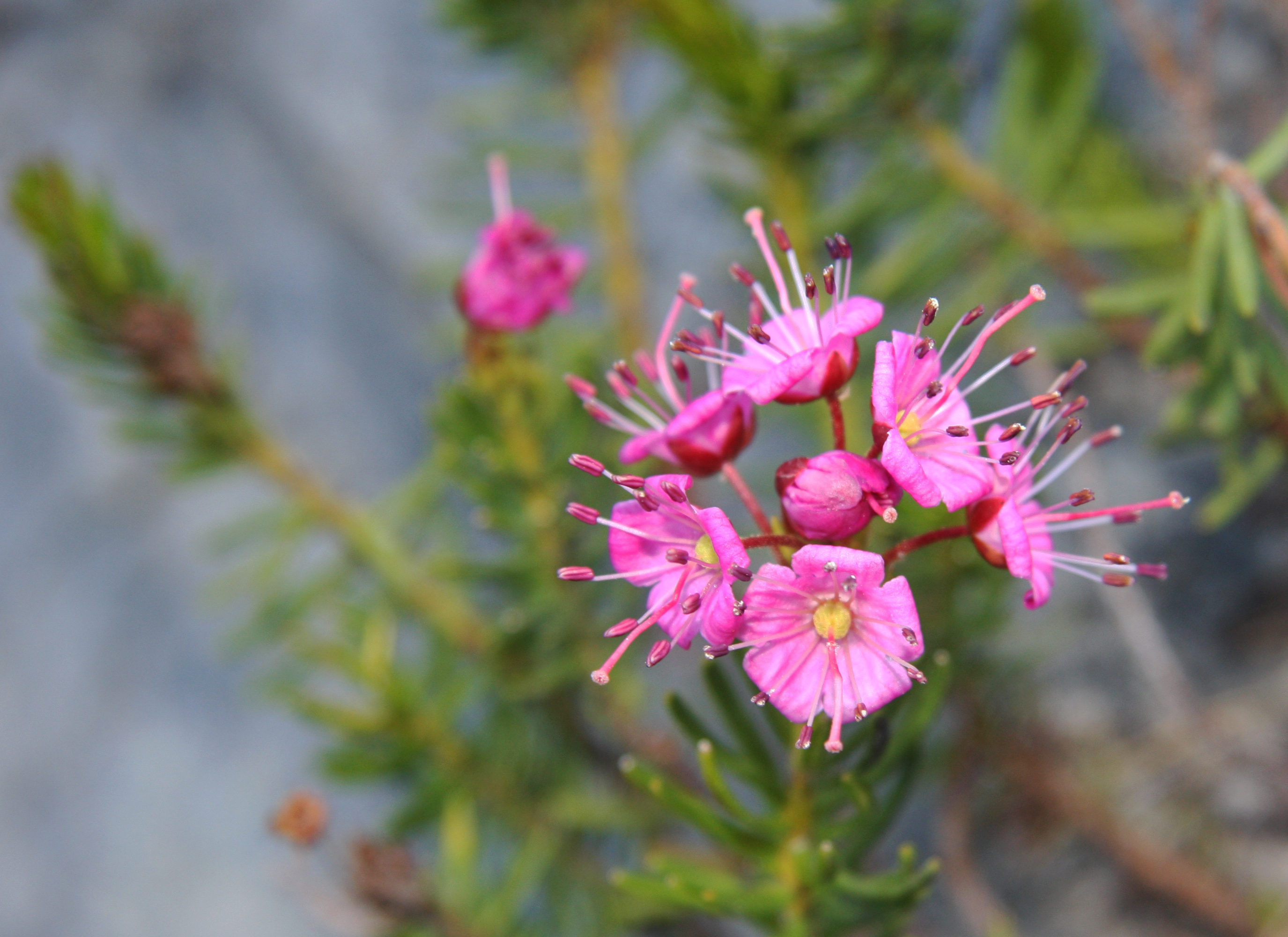